# جامعة برشلونة المستقلة
جامعة برشلونة المستقلة المعروفة أيضًا باسم UAB هي جامعة عامة إسبانية تقع في بلدية ساردانيولا ديل فاليس بالقرب من مدينة برشلونة في كاتالونيا أُنشِئت بتاريخ 6 يونيو 1968.
تعتبر جامعة برشلونة المستقلة أفضل جامعة في أسبانيا حسب تصنيف الجامعات العالمي QS لعام 2012, الذي صنفها الجامعة رقم 176 في العالم. فيما جاء ترتيبها في جودة المواد المرتبة 144 في العلوم الحياتية والطب الحيوي، المرتبة 92 في الآداب والعلوم الإنسانية، المرتبة 106 في العلوم الطبيعية، المرتبة 95 في العلوم الاجتماعية، والمرتبة 203 في الهندسة وتكنولوجيا المعلومات. كما احتلت جنبا إلى جنب مع جامعة بومبيو فابرا تصنيف أفضل 150 جامعة في العالم حيت حصلتا وفقا للتصنيف الأكاديمي لجامعة تايمز للتعليم العالي سنة 2016/2017 (على المركز 140 و 147 على التوالي).
تعد الجامعة مؤسسة رائدة من حيث تعزيز البحوث حيث يوجد العديد من معاهد البحوث في الحرم الجامعي، وخدمات الدعم الفني والمختبرات، كما تقع الجامعة بالقرب من مركز الإشعاع السنكروتروني الموجود في منتزه برشلونة السينكروتروني.
اعتبارا من عام 2012، تتكون الجامعة من 57 قسما في العلوم التجريبية والحياة والاجتماعية والإنسانية، تنتشر بين 13 كلية ومدرسة، كل هذه المراكز مجتمعة تمنح ما مجموعه 85 مؤهلاً على شكل درجات أولى ودبلومات ودرجات هندسية. علاوة على ذلك، يتم تقديم ما يقرب من 80 برنامجا للدكتوراه وأكثر من 80 برنامجا للدراسات العليا. كما تضم الجامعة أكثر من 50000 طالب وأكثر من 2900 من الأكاديميين والباحثين.

## الموقع
تتم معظم الأنشطة الأكاديمية لجامعة برشلونة المستقلة في الحرم الجامعي الرئيسي في سيردانيولا ديل فاليس. كما توجد عدة مراكز في مانريسا، ساباديل، تاراسا، سانت كوجات ديل فاليس وبرشلونة. يقع الحرم الجامعي لجامعة برشلونة المستقلة على بعد حوالي 20 كم (12 ميل) من مركز برشلونة. ويمكن الوصول إليه عبر الطائرة (رحلات إلى برشلونة، جيرونا، أو ريوس)، عبر القطار (فريروكاريلس دي لا جينيراليتات، رينفيه)، عبر الحافلة (ساربوس)، أو بالسيارة (الطرق السريعة AP-7 وC-58).

## التاريخ
تم إنشاء جامعة برشلونة المستقلة رسميًا بموجب مرسوم تشريعي في 6 يونيو 1968. قبل ذلك، خلال الجمهورية الإسبانية الثانية، كانت هناك خطط لتأسيس جامعة ثانية في برشلونة، ولكن الحرب الأهلية والسنوات التالية من الفقر تحت الديكتاتورية المبكرة لم تسمح بتحقيق هذه الخطط حتى ذلك العام. في 27 يوليو، أُضيف إلى المرسوم بندٌ يبدأ بتأسيس كلية الآداب واللغات والفنون والعلوم الإنسانية، كلية الطب، كلية العلوم، وكلية العلوم الاقتصادية. وبعد حوالي عشرة أسابيع، في 6 أكتوبر، تم افتتاح أول دورة في كلية الآداب واللغات والفنون والعلوم الإنسانية في دير سانت كوجات ديل فاليس. وفي نفس الشهر، تم إنشاء كلية الطب في مستشفى سانت باو في برشلونة.
في عام 1969، تم توقيع اتفاقية للحصول على الأرض التي يقع عليها الحرم الجامعي الحالي للجامعة. خلال ذلك العام، بدأ العمل في كلية العلوم وكلية العلوم الاقتصادية. وفي السنوات الثلاث التالية، تم إنشاء العديد من الكليات والمدارس المهنية، وبدأت أعمال البناء في أرض الحرم الجامعي. في نهاية هذه الفترة، تم استقرار معظم الكليات والمدارس الموجودة في الحرم الجامعي.
في نهاية الديكتاتورية في 1976، قدمت الجامعة خطة لإنشاء نموذج لجامعة ديمقراطية ومستقلة، تم وصفه في وثيقة تعرف باسم "مانيفستو بيلاتيرا"، التي تضمنت إعلانًا للمبادئ. وبعد عامين، وبعد الموافقة على النظام الأساسي الكتالوني، وافق مجلس الجامعة على اللجوء إلى حكومة كتالونيا.
خلال الفترة بين 1985 و1992، خضعت الجامعة لعدة إصلاحات في الكليات وتم إنشاء العديد من الكليات الجديدة. في عام 1993، تم افتتاح "مدينة الجامعة" كمقر سكني للطلاب داخل مجمع الحرم الجامعي.

## التصنيف
تحتل جامعة برشلونة المستقلة مكانة مرموقة في العديد من التصنيفات الأكاديمية. حيث جاءت في تصنيف شنغهاي الأكاديمي للجامعات العالمية لعام 2021 في المرتبة بين 201-300 عالميًا والثانية في إسبانيا. وفي تصنيف QS العالمي للجامعات لعام 2024، احتلت الجامعة المرتبة 149 عالميًا والأولى في إسبانيا. كما جاء تصنيفها في تصنيفات التايمز للتعليم العالي لعام 2023 في المرتبة 183 عالميًا والثانية في إسبانيا. أما في تصنيف U.S. News & World Report لعام 2022، فقد حصلت على المرتبة 144 عالميًا والثانية في إسبانيا. وفي تصنيف U-Ranking لعام 2021، جاءت الجامعة في المرتبة الثانية في إسبانيا بناءً على أدائها في التعليم والبحث والابتكار.
كما حازت جامعة برشلونة المستقلة على مراتب متميزة في التصنيفات التي تقيم فرص توظيف الخريجين. ففي تصنيف QS لعام 2022 لتوظيف الخريجين، جاءت الجامعة في المرتبة بين 151-160 عالميًا والسادسة في إسبانيا. وفي تصنيف التايمز لعام 2021 لتوظيف الخريجين عالميًا، حصلت على المرتبة 132 عالميًا والثالثة في إسبانيا.

## السكن الجامعي
فيلا يونيفيرسيتاريا هو مجمع السكن الجامعي التابع للجامعة، ويقع في الحرم الجامعي. يضم المجمع 812 شقة توفر الإقامة لما يصل إلى 2,193 شخصًا. يتمتع السكن الجامعي في "فيلا يونيفيرسيتاريا" بموقع مميز بين الحرم الجامعي والغابات، حيث يطل على مناظر طبيعية خلابة، ويوفر اتصالات ممتازة بوسائل النقل بالقطار والحافلات، ويبعد حوالي 45 دقيقة عن محطة قطارات بلاسا كاتالونيا في برشلونة.

## المعاهد البحثية المعتمدة من جامعة برشلونة المستقلة (UAB)
- معهد برشلونة للدراسات الدولية (Institut Barcelona d'Estudis Internacionals - IBEI)
- معهد دراسات التوظيف (Institute of Employment Studies - IET)
- معهد الحكومة والسياسات العامة (Institute of Government and Public Policy - IGOP)
- معهد الدراسات الوسيطية (Institute of Medieval Studies - IEM)
- معهد التكنولوجيا الحيوية والطب الحيوي (Institute of Biotechnology and Biomedicine - IBB)
- معهد العلوم التربوية (Institute of Educational Sciences - ICE)
- معهد علوم وتكنولوجيا البيئة (Institute of Environmental Sciences and Technologies - ICTA)
- معهد علوم الأعصاب (Institute of Neuroscience - INc)
- معهد أبحاث الرياضة (Sports Research Institute - IRE)

## المكتبة
تضم جامعة برشلونة المستقلة تسع مكتبات جامعية، ثمانية منها تقع في حرم بيلاتيرا، وواحدة في حرم ساباديل.
- مكتبة العلوم والتكنولوجيا
- مكتبة العلوم الاجتماعية
- مكتبة العلوم الإنسانية
- مكتبة الخرائط العامة
- مركز التوثيق الأوروبي
- مكتبة الاتصال والمكتبة العامة للصحف والمجلات الدورية
- مكتبة الطب
- مكتبة الطب البيطري
- مكتبة جامعة ساباديل

## مركز رؤية الكمبيوتر
يعد مركز رؤية الكمبيوتر مركزًا بحثيًا متخصصًا في رؤية الكمبيوتر ومقره في جامعة برشلونة المستقلة. تأسس المركز في عام 1994 من قبل حكومة كتالونيا (Generalitat de Catalunya) وجامعة برشلونة المستقلة. وفي عام 2002، بدأ المركز نشر مجلة Electronic Letters on Computer Vision and Image Analysis. شارك المركز في تحدي باسكال (Pascal Challenge) في عام 2009.

## مركز المعلومات العلمية (Port d'Informació Científica - PIC)
مركز/"ميناء" المعلومات العلمية (بالكتالونية: "Port d'Informació Científica") هو مركز بحثي ومؤسسة في حرم جامعة برشلونة المستقلة. تأسس في عام 2003، ويرتبط نشاطه بشكل وثيق بتطوير واستغلال موارد الحوسبة لشبكة الحوسبة العالمية لمصادم الهدرونات الكبير (WLCG). ويعد المشروع تعاونًا بين معهد فيزياء الطاقة العالية (IFAE) في جامعة برشلونة المستقلة ومركز الأبحاث البيئية والطاقة والتقنية (CIEMAT)، وبدعم من السلطات البحثية الإقليمية (الكتالونية) والوطنية (الإسبانية).
المشروع العلمي الرئيسي الذي يرتبط به ميناء المعلومات العلمية، من حيث استخدام موارد الحوسبة، هو نشر وتشغيل وصيانة موقع "Tier 1" الإسباني لشبكة WLCG، لدعم تجارب ATLAS، CMS وLHCb في مصادم الهدرونات الكبير (CERN). يساهم باحثو وخبراء الحوسبة في PIC في تطوير تقنيات الحوسبة الشبكية، بما يتوافق مع متطلبات الحوسبة لهذه التجارب. وتشمل المشاريع الأخرى التي يشارك فيها باحثو PIC توفير الدعم الحوسبي لتجارب الفيزياء الفلكية وعلم الكونيات (مثل MAGIC، PAU، وDES)، بالإضافة إلى تقنيات الحوسبة للتصوير الطبي.

## أعضاء هيئة تدريس بارزون
أعضاء هيئة تدريس بارزون:
- مارغريتا أربويكس: قسم الصيدلة بكلية الطب.
- جاومي كاسالس (مواليد 1958): أستاذ الفلسفة.
- ماريا دولورز غارسيا رامون (مواليد 1943): جغرافية.
- ميرين إتشيزاريتا: اقتصادية.
- بيلار غونزاليس إي دوارتي (مواليد 1945): كيميائية (وأيضًا خريجة الجامعة).
- أدريانا كابلان ماركوسان (مواليد 1956): مديرة منظمة Wassu Gambia Kafo (WGK) غير الحكومية ومؤسسة واسّو الجامعية.
- مارتي دي ريكر إي موريرا (1914–2013): لغوي.
- جوان مارتينيز أليير (مواليد 1939): أستاذ.
- يورغوس كالس (مواليد 1972): باحث وأستاذ.

## خريجون بارزون
- دي. سام أبرامز (مواليد 1952): شاعر، مترجم وناقد.
- ماتيلدي أسينسي (مواليد 1962): صحفية وكاتبة.
- لولا باديا (مواليد 1951): فيلولوجية ومتخصصة في الدراسات الوسيطية.
- ماريا باديا إي كوتشيت (مواليد 1947): سياسية.
- مونيكا بيرنابي (مواليد 1972): صحفية.
- خافيير كالفو (مواليد 1973): كاتب.
- ماريانا كاستيلز: عالمة إسبانية أمريكية في مجال الحساسية.
- كارلوس كوردون-كاردو (مواليد 1957): عالم في العلوم الطبية الحيوية.
- جيما كليمنت (مواليد 1971): عالمة ورائدة أعمال تقنية.
- كارلوتا إسكوتيا دوتي: جيولوجية.
- كريستينا فالاراس (مواليد 1968): صحفية وكاتبة.
- فرانسيسك هومس مولست (مواليد 1969): سياسي.
- إيرين ريغاو (مواليد 1951): سياسية.
- رامون إسبادالر بارسيريساس (مواليد 1963): سياسي.
- ماريسول برادو (مواليد 1968): طبيبة نفسية وأكاديمية.
- فاطيما رودريغيز (مواليد 1961): كاتبة ومترجمة.
- سيمونا شكرابك (مواليد 1968): ناقدة وكاتبة مقالات ومترجمة.
- أوريول جونكيراس (مواليد 1969): مؤرخ وسياسي.
- زافيير سالا-إي-مارتين (مواليد 1962): اقتصادي.
- أوليغير بريساس (مواليد 1980): لاعب كرة قدم.
- مونتسيرات سوليفا تورينتو (1943–2019): أستاذة.
- ماريا خوسيفا إيزويل خيمينيز (مواليد 1940): أستاذة.
- بيلكيس فالدمن (1942–2011): مهندسة كيميائية وأكاديمية.